# Vasantasena
Vasantasena is een toneelstuk in vijf aktes dat werd opgevoerd in de Noorse stad Bergen met muziek van Johan Halvorsen. Het toneelstuk ging over Śūdraka, een koning van India in de 4e eeuw.  Halvorsen was van 1893 tot en met 1899 dirigent van het Harmonien. De muziek klinkt Oosters, maar daarbij moet aangetekend worden dat het voor Noren moeilijk was zich daarvan een beeld te scheppen, ze kwamen door armoede nauwelijks het land uit. Halvorsen maakte van zijn toneelmuziek een suite. 
Aan het werk zit een Nederlands tintje. Het Koninklijk Concertgebouworkest was op uitnodiging van Edvard Grieg naar Noorwegen getrokken. Grieg was een vriend van Johannes Röntgen, dirigent van het Toonkunstkoor, het toen vaste koor van het KCO. Grieg was ook bevriend met Halvorsen. De combinatie Halvorsen en KCO speelde in juni/juli 1898 de suite op het muziekfestival in Bergen. Het was het eerste optreden van het KCO buiten de Benelux en het eerste muziekfestival in Bergen. Halvorsen dirigeerde de première van zijn suite staande voor het Nederlands orkest. Medecomponist Johan Svendsen vond het grandioos. Willem Mengelberg was toen de vaste dirigent van het orkest.
De suite bestaat uit vier delen:
1. Introductie (Forspill)
2. Dans van de Bajader (Bajaderdans)
3. Stilleven, dans en bacchanaal (Stilleben, dans og bakkanal)
4. Hymne aan Brahma (Hymne till Brahma)

## Discografie
- Uitgave Simax: Nationaal Symfonieorkest van Letland o.l.v. Terje Mikkelsen
- Uitgave Chandos: Bergen filharmoniske orkester o.l.v. Neeme Järvi